# Municipalità di Lent'ekhi
La municipalità di Lent'ekhi (in georgiano ლენტეხის მუნიციპალიტეტი?) è una municipalità georgiana di Rach'a-Lechkhumi e Kvemo Svaneti.
Nel censimento del 2002 la popolazione si attestava a 8.991 abitanti. Nel 2014 il numero risultava essere 4.386.
La cittadina di Lent'ekhi è il centro amministrativo della municipalità, la quale si estende su un'area di 1344 km². Altri centri abitati includono Khopuri.

## Popolazione
Dal censimento del 2014 la municipalità risultava costituita al 99,91% da persone di etnia georgiana.

## Monumenti e luoghi d'interesse
- Lent'ekhi